# Tabanus khalafi
Tabanus khalafi är en tvåvingeart som beskrevs av Leclercq 1986. Tabanus khalafi ingår i släktet Tabanus och familjen bromsar.
Artens utbredningsområde är Irak. Inga underarter finns listade i Catalogue of Life.